# Васил Иванов (художник)
Вижте пояснителната страница за други личности с името Васил Иванов.
Васил Христов Иванов е български художник – живописец и график.

## Биография
Роден е през 1909 г. в София. Завършва гимназия в Казанлък, а през 1939 г. – специалност „Живопис“ в Художествената академия в София при Никола Ганушев и Никола Маринов.
Юношеството на Васил Иванов преминава в Казанлък, където завършва гимназия. Рисува и свири на цигулка. За кратко време преподава рисуване в Сливен. След завършването на Художествената академия в София става член на „Дружеството на новите художници“. Също така членува в групата на „Бараците“ заедно с Васил Бараков, Давид Перец, Златю Бояджиев, а по-късно и Тихомир Коджаманов. Сближава се с Учителя Петър Дънов и живее в „Изгрева“.
През 1946 г. Иванов прави първата си самостоятелна живописна изложба, на която излага пейзажи и натюрморти. Впоследствие се ориентира към графичния пейзаж, рисува и цикъла „Космос“. Прави осем графични изложби в София: през 1955, 1956, 1957, 1958, 1961, 1965, 1966 и 1967 г., участва в общи художествени изложби и представяния на българското изобразително изкуство зад граница. Нюйоркската енциклопедия на изобразителното изкуство го посочва като създател на направление „Космическа графика“.
Известни картини на Васил Иванов са „Орловият мост в София“ (1951), „Морски плаж“ (1954), „Морски пейзаж“ (1954), „Залив – Созопол“ (1957), всички те притежание на Националната художествена галерия.
Умира през 1975 г.

## За него
- Васил Иванов. Каталог [съставител: Любен Генов]. София: СБХ, 2009.
- Знаци по пътя: Васил Иванов (2009) – документален филм на БНТ.[1]